# 大工調べ
大工調べ（だいくしらべ）は古典落語の演目。言葉の行き違いが原因で起こった騒動を描く。講談の大岡政談を落語化したものである。噺の後半の裁判部分が演じられることは少ない。

## あらすじ
大工の与太郎が仕事に出てこないので棟梁の政五郎が様子を見に行くと、長屋の家賃を滞納していたために、大家から商売道具である道具箱を「滞納分一両二分八百文を納めるまで返さない」と取り上げられてしまったという。与太郎は老母を自分の稼ぎで養っており、仕事ができなければ日干しである。見かねた政五郎が与太郎に一両二分持たせて大家の下へ行かせるが、大家は八百文足りないと与太郎を追い返す。やむなく政五郎は与太郎を連れて二人で交渉に行く。
棟梁は「あとから納めるから今すぐ道具箱を返してもらいたい」と大家に頼むが話はもつれにもつれ、ついに怒った棟梁は大家がこの長屋に流れ着いた時点からの所行を激しい口調で難ずる（ここまでが大工調べの”上”であり、ここで噺を切り上げる噺家も居る。以降が大工調べの”下”となる）。
棟梁は南町奉行所に裁定を願い出るが、裁きの場で奉行は「大家に対して家賃を払わないのは無礼」と告げ、棟梁は大家に不足分を支払うこととなる。ところがその後奉行は大家を呼び止め、「質株（質屋の営業権）を持っているか」と問う。大家が持っていないと答えると、「質株持たずして道具箱を取り上げるはご法度」として即刻与太郎に返すよう命じ、同時に違法に道具箱を留め置いた20日分の大工の手間賃銀200匁（金に換算して三両三分三朱）を払うよう命じた。
これにて一件落着、みな帰ろうとすると奉行は棟梁を呼びつけた。「八百文のかたに200匁とはちと儲かったな。さすが大工は棟梁（細工はりゅうりゅう）」、「へえ、調べ（仕上げ）をごろうじろ（ご覧じろ）」。

## 別バーション
家賃の金額を一両と八百文とする噺家もいる。元禄のレートでは二分は千文（一貫文）に相当するのでやや安くなる。

## パロディ
- この作品と『魔法少女まどか☆マギカ』を組み合わせた落語『マギカ調べ』が吉田尚記により創作され、2012年4月に幕張メッセで行われたニコニコ超会議で上演。その後、同年の夏、全国の「町」計５箇所で開かれたニコニコ町会議にて開催地区で上映。主演は中川翔子、西村博之、夏野剛、田原総一朗ほか[3]。